# 麻油鶏

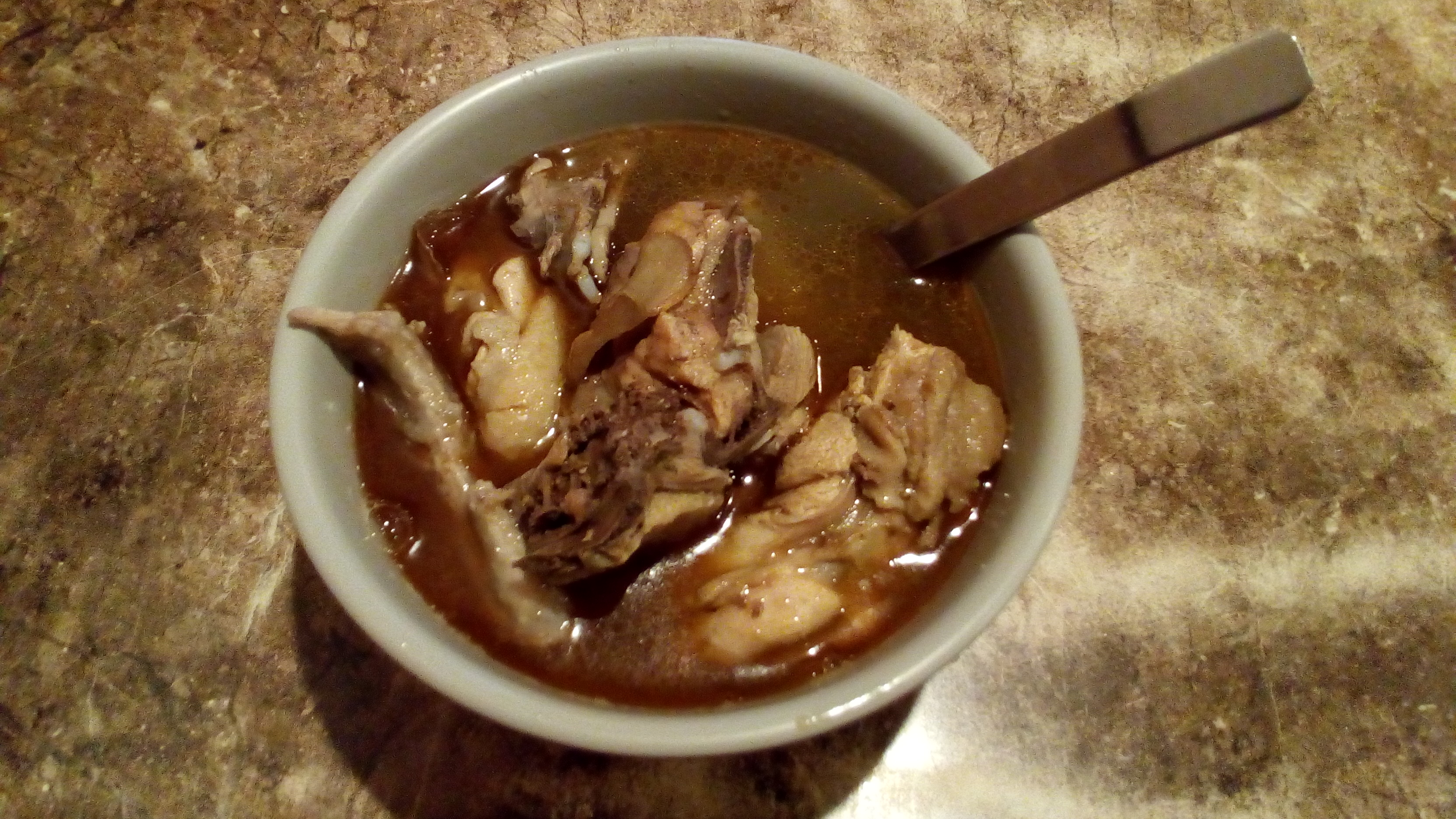
麻油鶏

麻油鶏（マアユーチー、マ―ユージ―）は鶏肉を米酒と胡麻油で煮た台湾のスープ料理。

## 概要
根生姜を薄切りにしてごま油で炒め、ぶつ切りにした鶏肉を加えてさらに炒め、米酒と水を1:1で加えて煮る。砂糖を入れることもあり、最後に食塩を加えて完成となる。
台湾では「出産で失われた血は麻油鶏で補完することが出来る」と言われ、産後1か月の間は産婦に毎日食べさせるという伝統的な風習がある。このような風習は「坐月子」と呼ばれている。1972年の調査では、台湾全土で60.7%の産婦が坐月子に麻油鶏を食べていたとされる。また、出産を知らせる際には油飯とともに配布される。